# Manistique
Manistique – miasto w Stanach Zjednoczonych, w stanie Michigan, na Półwyspie Górnym, administracyjna siedziba władz hrabstwa Schoolcraft. W 2010 r. miasto zamieszkiwało 3096 osób, a w przeciągu dziesięciu lat liczba ludności zmniejszyła się o 13,56.
Miasto leży na wybrzeżu jeziora Michigan przy ujściu Manistique River, przy drodze krajowej nr 2 (U.S. Route 2). W Manistique znajduje się port i marina. Na zachód od miasta rozpoczyna się duży kompleks leśny Hiawatha National Forest, leżący na terenie trzech hrabstw.
Klimat Manistique w klasyfikacji klimatów Köppena należy do klimatów kontynentalnych z ciepłym latem (Dfb). Średnia temperatura roczna wynosi 5,3 °C, a suma opadów 756,9 mm, w tym 174 cm śniegu.